# 大竹鼠
大竹鼠（学名：Rhizomys sumatrensis）为鼴形鼠科竹鼠属的动物。在中国大陆，分布于云南等地，主要栖息于竹林。该物种的模式产地在马六甲。

## 亚种
- 大竹鼠滇南亚种（学名：Rhizomys sumatrensis cinereus），M'clelland于1842年命名。在中国大陆，分布于云南（南部）等地。该物种的模式产地在缅甸的毛淡棉。[2]

## 保护
本种于2023年被收录入《有重要生态、科学、社会价值的陆生野生动物名录》。